# Rey de Lituania

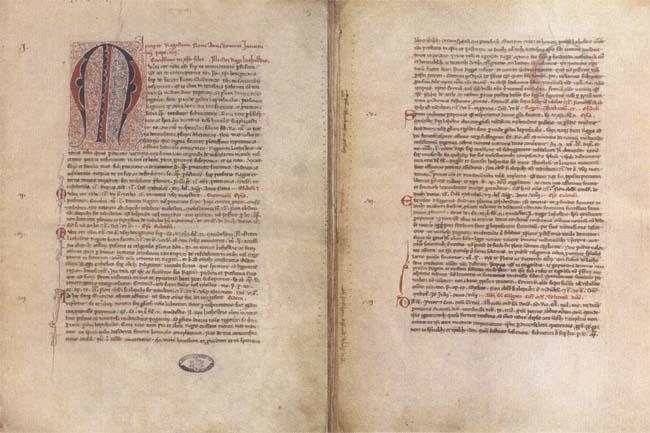
La bula papal respecta a la colocación de Lituania bajo la jurisdicción del obispo de Roma.

Rey de Lituania es el título, reconocido por el papa Inocencio IV, de los gobernantes de Lituania que emitió una bula.  El primero de estos soberanos fue Mindaugas, quien fundó el Reino de Lituania; sus sucesores, sin embargo, tenían el título de Gran Duque y la religión volvió a ser el paganismo, hacia el final del siglo XIV. A pesar de esto, los gobernantes del Gran Ducado de Lituania se llamaban a sí mismos ''rex'' (rey en latín). Esto fue ampliamente aceptado, y Gediminas usó este título en su correspondencia mientras intentaba salir de la presión de la Orden Teutónica y negociar directamente con el Papa la cristianización de Lituania, evitando hacerlo a través de los países vecinos.
En 1430, el título de Rey de Lituania le fue entregado al Gran Duque Vitautas, pero sus intentos de ser coronado no tuvieron éxito, ya que los nobles polacos interceptaron la Corona real en su camino hacia el rey. La declararon como ''perdida''. Para ese tiempo, Lituania ya era de religión cristiana.
El tercer y último rey lituano fue coronado en 1918, cuando Lituania estaba ocupada por Alemania y el país dominado buscaba su independencia. Los lituanos decidieron elegir al noble alemán Guillermo de Urach como Mindaugas II, pensando que así Alemania dejaría más rápido el país obteniendo de esta forma la deseada independencia.  Sin embargo, Alemania perdió la guerra, y Lituania se transformó en una república independiente el 2 de noviembre de 1918.